# 權杖騎士
權杖騎士（ Knight of Wands）用於拉丁套裝撲克牌，包括塔羅牌。它是塔羅牌讀者所說的小阿卡納的一部分。
歐洲大部分地區都使用塔羅牌來玩塔羅牌遊戲。在英語國家，塔羅牌遊戲基本上不為人所知，塔羅牌主要用於占卜目的。

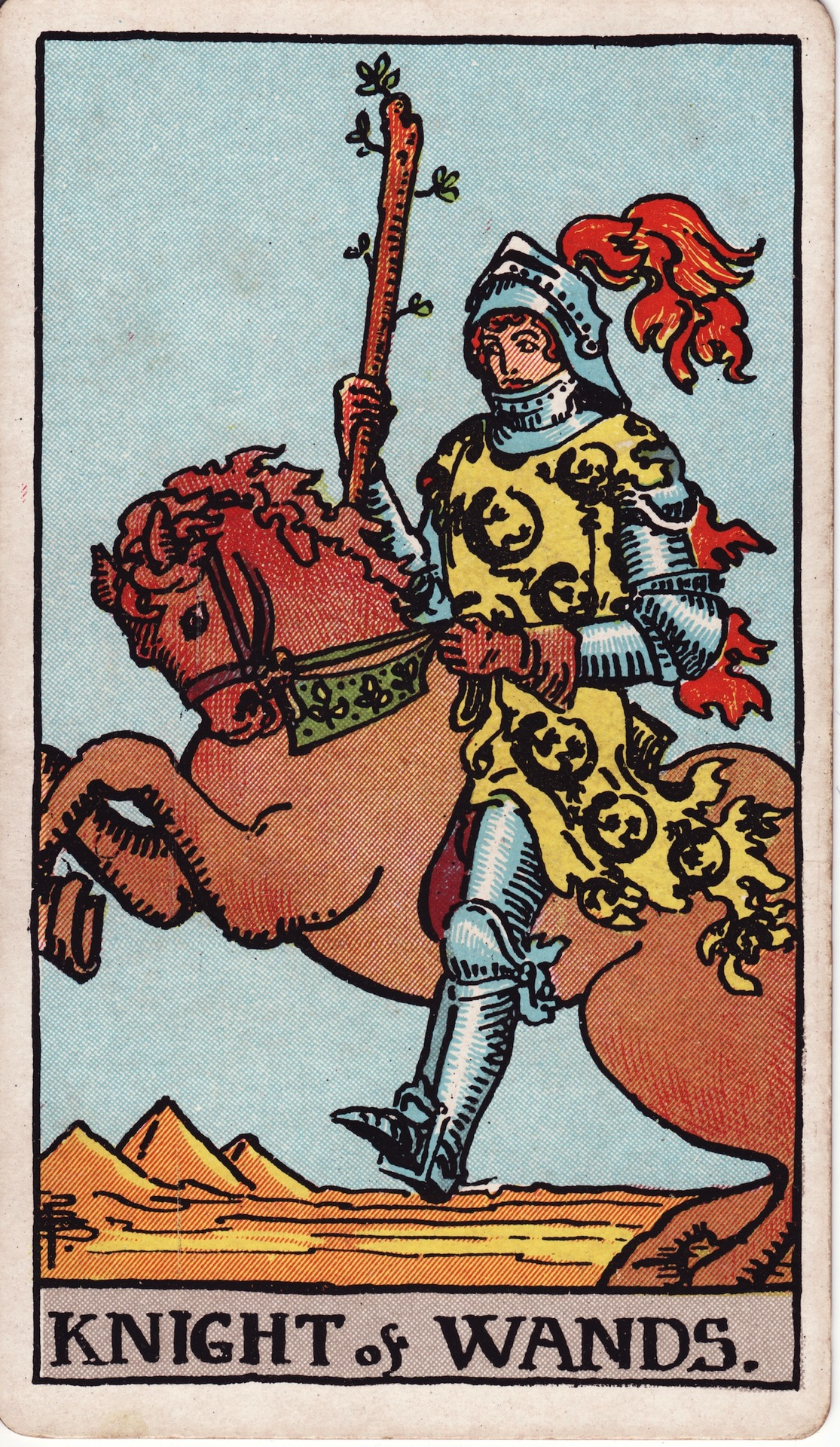
韋特塔羅牌的權杖騎士

## 占卜用法
探索騎士，這個人傳統上象徵著旅行和進步。這也指新的想法和發明。他高瞻遠矚，聰明才智，知識淵博，但又做好了戰鬥準備，充滿了激情。
這張牌的反向意義是不安全感和害怕暴露真實的自我。

## 關鍵詞
權杖騎士的主要意義是：挑戰、決心、國外旅行、領導力和不可預測性。

## 流行文化
- 2024年美國影集《阿嘉莎：無所不在》被引用主角一行人的代表人物之一。

## 資料來源

### 內部連結
- 西班牙牌

### 腳註
1. 1 2  Dummett, Michael (1980). The Game of Tarot. Gerald Duckworth and Company Ltd. ISBN 0-7156-1014-7.
2. ↑  Huson, Paul. . Vermont: Destiny Books. 2004. ISBN 0-89281-190-0.
3. ↑  . www.trustedtarot.com.   [September 27, 2018]. （原始内容存档于2018-09-28） （英语）.

### 其他
- Burger, Evelin; Fiebag, Johannes. . Sterling. 2006. ISBN 978-1402702020.